# (90447) Emans
(90447) Emans est un astéroïde de la ceinture principale.

## Description
(90447) Emans est un astéroïde de la ceinture principale. Il est découvert le 28 janvier 2004 aux Monts Santa Catalina par le projet CSS. Il présente une orbite caractérisée par un demi-grand axe de 2,32 UA, une excentricité de 0,11 et une inclinaison de 8,1° par rapport à l'écliptique.

## Compléments